# 비스킷
비스킷(biscuit, 문화어: 바삭과자, 비스케트)은 밀가루에 설탕·버터·우유 등을 섞어 구운 과자를 가리킨다. 버터와 잼 등을 발라먹기도 하는 서양 과자로 특히 차와 잘 어울린다.

## 어원

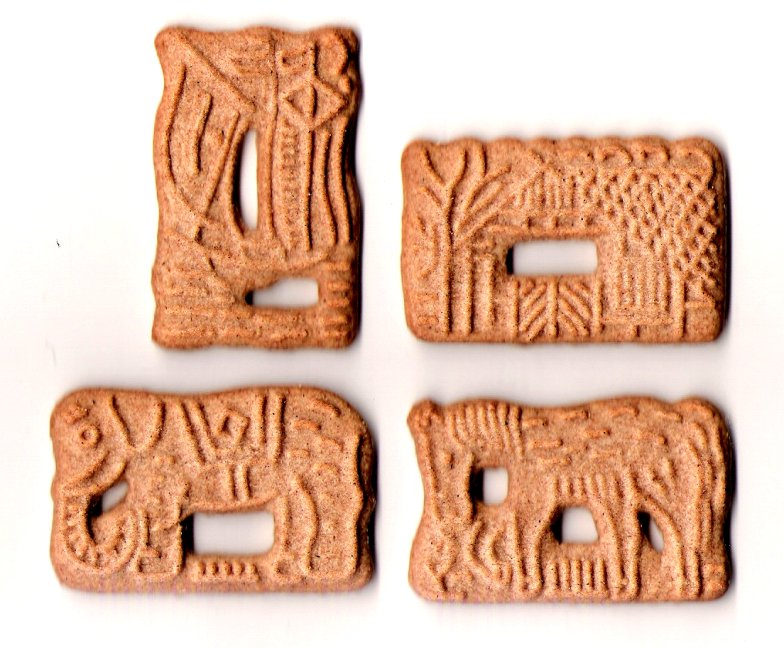
다양한 무늬의 네덜란드 전통 비스킷 스페퀼로스.

고대 프랑스어에서 'bescuit'은 라틴어로 '두 번 굽다'라는 의미이다. 이는 한 번 구워낸 다음 오븐에서 천천히 다시 굽는 방식의 조리법을 나타낸다. 14세기가 되면 이 고대 프랑스어 단어가 영어에서 'bisquite'로 등장하는데, 두 번 구워낸 딱딱한 빵을 의미하는 단어로 사용된다. 1703년 즈음해서는 네덜란드어로 작은 케이크를 의미하는 'koekje'가 수입되어 쿠키라는 용어가 등장한다. 이 때 비스킷은 베이킹파우더 등 팽창제를 첨가하지 않은 식품을 의미하는 반면, 쿠키는 첨가한 식품을 의미한다는 차이가 있다.
그러나 유럽에서 미국으로 사람들이 건너가 정착하면서 각 단어의 미묘한 차이는 사라진다. 쿠키와 크래커는 단순히 딱딱한 제과류를 의미하는 단어로 사용되며, 비스킷은 팽창제를 첨가한 작은 제과류를 의미하게 된다. 정리하자면 미국식 영어와 영국식 영어에서 비스킷의 의미는 다음과 같다.
- 미국식 영어에서 비스킷은 부드럽고 조그마한 발효시킨 빵과 연관되며 스콘과 유사하다.
- 영국식 영어에서 비스킷은 딱딱하고 조그맣지만 이따금씩은 달콤한 밀가루 기반의 제품으로, 대체로 과자와 유사하다.

스페인, 독일, 러시아, 폴란드 등지에서는 같은 어원에서 유래한 단어들이 폭신폭신한 케이크류를 의미한다.

## 역사

### 여행식량

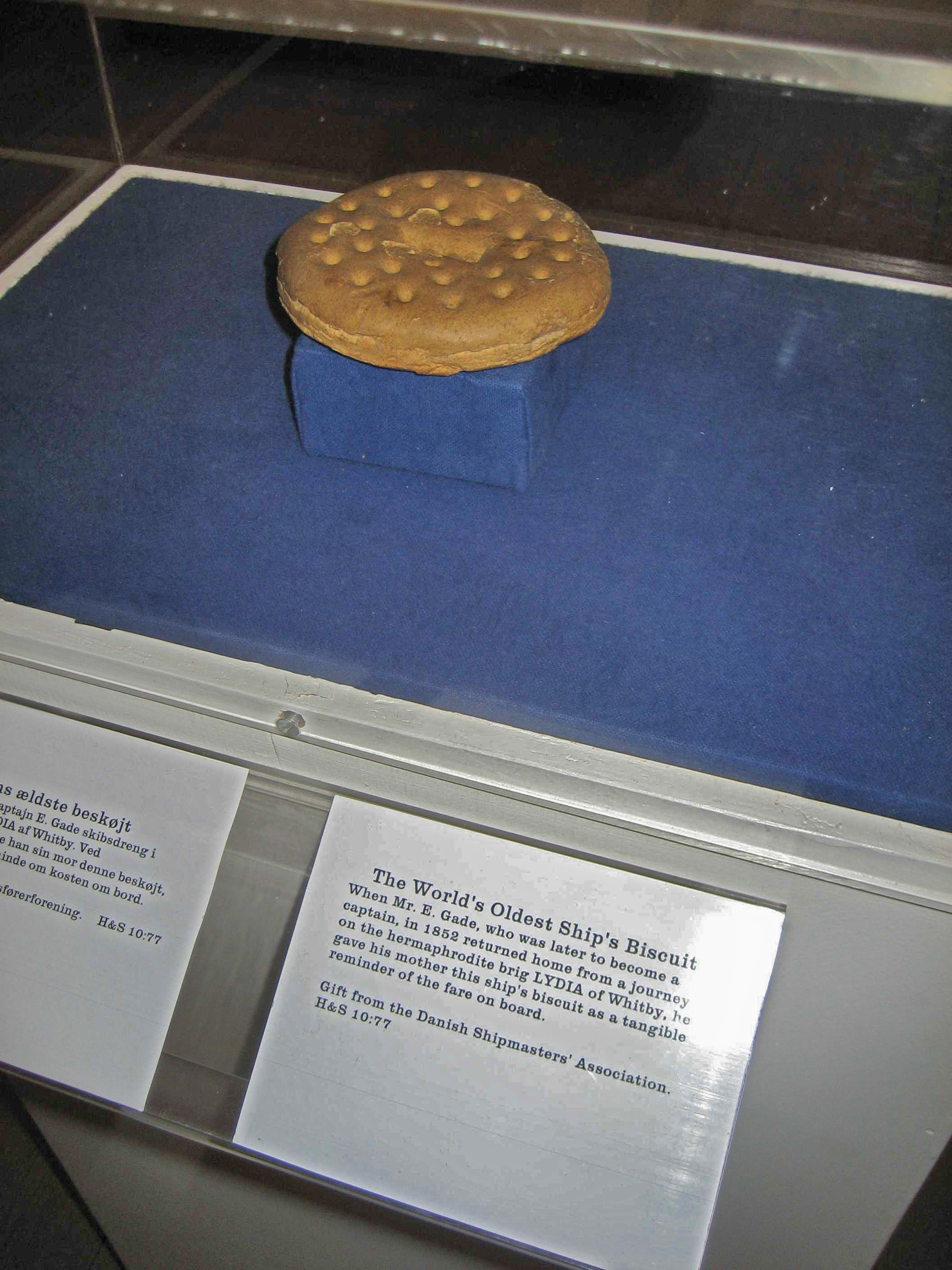
덴마크 크론보르 성에 전시된 선원용 비스킷. 1852년 경 제작.

항해 등 긴 시간이 걸리는 여정 중 충분한 영양을 공급하기 위해 가장 먼저 사용된 방법은 요리사나 도축업자를 동행하는 것이었다. 그러나 이 경우 추가적인 공간이 필요하고, 특히 마차나 작은 배 등 공간이 충분하지 않은 경우에는 시도할 수 없다는 단점이 있었다. 따라서 고대의 군대는 주변 환경에서 채집이나 사냥 등으로 자급자족하는 경우가 많았다.

이런 문제는 밀가루 등 곡물의 가공법이 알려지면서 해결된다. 이집트의 선원들은 기장으로 만든 납작한 건조식품 두라를 가지고 다니기 시작했으며, 로마에서는 부켈룸을 만들어 먹었다. 로마의 요리책 《아피키우스》에서는 부켈룸의 조리법에 대해 다음과 같이 말한다.
고운 밀가루로 두텁게 반죽한 것을 끓인 뒤, 판에 펼쳐 바른다. 충분히 말라 딱딱해졌다면 자르고 바삭할 때까지 튀긴다. 꿀과 후추를 곁들인다.
당대의 의사들은 숱한 질병이 소화기능의 문제에서 온다고 생각했는데 매일 비스킷을 먹으면 건강에 도움이 된다고 보았다.
이렇게 만들어진 비스킷은 시간이 지나면 수분을 흡수해 흐물흐물해지는 문제가 있었다. 따라서 사람들은 비스킷을 최대한 딱딱하게 만드려고 하였다. 이렇게 만들어진 비스킷은 건조한 상태만 유지해주면 무려 수년간 보존이 가능했다. 두 번 구워낸 중세시대와는 다르게 이 시절의 비스킷은 네 번 구워냈다.  딱딱한 비스킷을 먹기 좋게 하기 위해서 사람들은 소금물이나 커피, 다른 음료들과 함께 먹었다.
1588년 스페인 무적함대의 선원들은 1파운드의 비스킷과 1갤런의 맥주를 보급받았다.

### 과자류

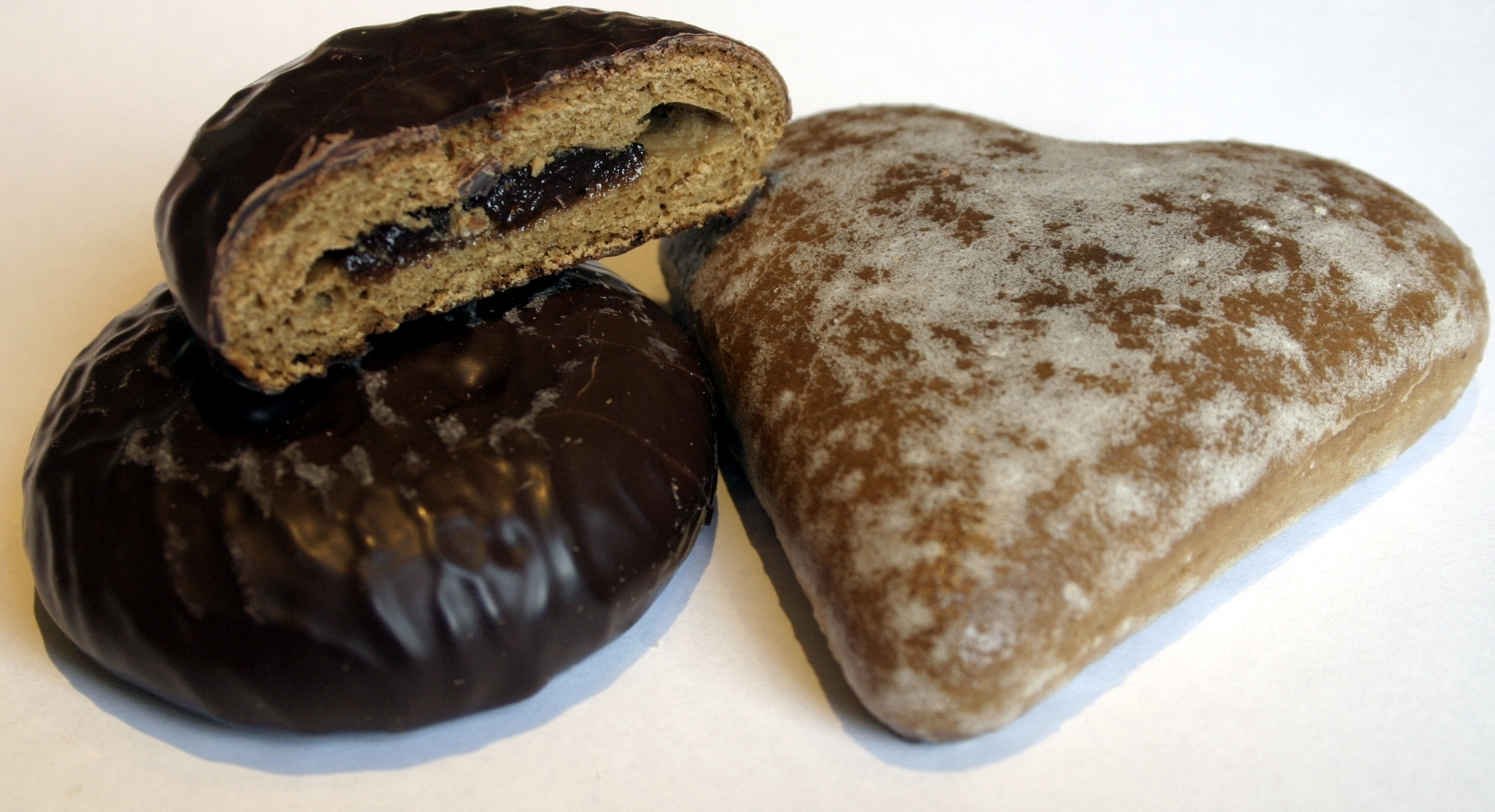
폴란드 전통 과자인 '토르의 진저브레드'

초기의 비스킷은 딱딱하고 건조한데다 맛도 없었다. 실제로 비스킷은 군사식량이나 가난한 사람들이 삶을 이어나가기 위해 최소한의 영양을 섭취하는 수단에 지나지 않았다.
서기 7세기경 페르시아 제국의 요리사들은 빵에 계란, 버터, 크림, 과일, 꿀을 곁들이는 조리법을 알고 있었다. 이런 방식의 조리법은 992년에 니코폴리스에서 온 아르메니아인 수도사 그레고리가 프랑스에 처음 가지고 들어온다. 그레고리가 가져온 조리법은 처음엔 '화끈한 빵'이라고 불렸는데 이것이 진저브레드의 전신이다.

## 기타
몇몇이 '오븐에 구운 도넛'이라고도 하는 그 비스킷으로, 도넛 모양으로 만들어 구운 비스킷도 있다. 이 비스킷은 (도넛)과 마찬가지로 속이 푹신푹신 할 수 있고 맛도 비슷할 수 있긴 하나 이 비스킷은 기름에 튀긴 (도넛)에 비해 담백하고 영양가 있다고들 한다. 몇몇은 이 비스킷도 '도넛'이라고 언급하는 경우가 종종 있다.
몇몇은 머핀 혹은 케이크를 빵이라고 인식하는 경우가 종종 있으나 사실은 비스킷이다.

## 같이 보기
- 비스킷 통
- 카아크
- 러스크